# Labradorzee
De Labradorzee (Engels: Labrador Sea, Frans: Mer du Labrador) is een randzee tussen Labrador, Newfoundland en Groenland, onderdeel van de Noord-Atlantische Oceaan. De waterdiepte in het midden van de zee is ongeveer 4,3 kilometer.
De zee is in het noorden met de Baffinbaai verbonden door middel van Straat Davis en via de Straat Hudson met de Hudsonbaai.
Langs de westkust van Groenland stroomt de West-Groenlandstroom in noordelijke richting. Voor de zuidoostkust van Baffineiland stroomt de Baffineilandstroom die ter hoogte van de Straat Hudson samenstroomt met de Hudsonbaaistroom om de zuidwaarts stromende Labradorstroom te vormen. Door de Labradorstroom worden veel ijsbergen naar de Atlantische Oceaan vervoerd.